# Dovania
Dovania es un género de lepidópteros glosados de la familia Sphingidae. El género fue erigido por Walter Rothschild y Karl Jordan en 1903

## Especies
- Dovania dargei - Pierre, 2000
- Dovania mirei - Pierre, 2000
- Dovania neumanni - Jordan 1925
- Dovania poecila - Rothschild & Jordan 1903